# Hesperozaur
Hesperozaur (Hesperosaurus mjosi) – dinozaur z rodziny stegozaurów (Stegosauridae); jego nazwa oznacza "zachodni jaszczur".
Żył w okresie późnej jury (ok. 155-150 mln lat temu) na terenach Ameryki Północnej. Długość ciała do 6 m. Jego szczątki znaleziono w USA (w stanie Wyoming).
Podobnie jak inne stegozaury miał płyty kostne, ustawione w dwóch rzędach wzdłuż kręgosłupa i na ogonie.